# Chusquea maclurei
Chusquea maclurei là một loài cỏ thuộc họ Poaceae.
Loài này chỉ có ở Ecuador.